# Catena Monte Bo-Barone
La Catena Monte Bo-Barone è un massiccio montuoso situato tra Biellese e Valsesia. Appartiene alle Alpi Biellesi nelle Alpi Pennine.

## Caratteristiche
Il gruppo si trova tra il bacino del Cervo e quello della Sesia. È delimitato a ovest dalla Bocchetta del Croso (1.943 m), che lo separa secondo gruppo delle Alpi Biellesi, la Catena Tre Vescovi - Mars. Gli altri limiti del gruppo sono a nord e ad est la linea formata dal Torrente Sorba e dalla Sesia, a sud la pianura padana e ad ovest il Torrente Chiobbia e il Cervo.
Orograficamente fa parte del gruppo anche la vasta area collinare compresa tra Biella e Gattinara.

## Classificazione
La SOIUSA definisce la Catena Monte Bo-Barone come un gruppo alpino e vi attribuisce la seguente classificazione:
- Grande parte = Alpi Occidentali
- Grande settore = Alpi Nord-occidentali
- Sezione = Alpi Pennine
- Sottosezione = Alpi Biellesi e Cusiane
- Supergruppo = Alpi Biellesi
- Gruppo = Catena Monte Bo-Barone
- Codice = I/B-9. IV-A.2

## Suddivisione
La catena viene suddivisa in due sottogruppi:
- Costiera Talamone-Barone (a)
- Costiera Monte Bo-Cravile-Monticchio (b)

I due sottogruppi sono separati tra loro dal versante settentrionale del Monte Bo e dal Sessera.

## Montagne principali
- Monte Bo - 2.556 m
- Punta del Cravile - 2.384 m

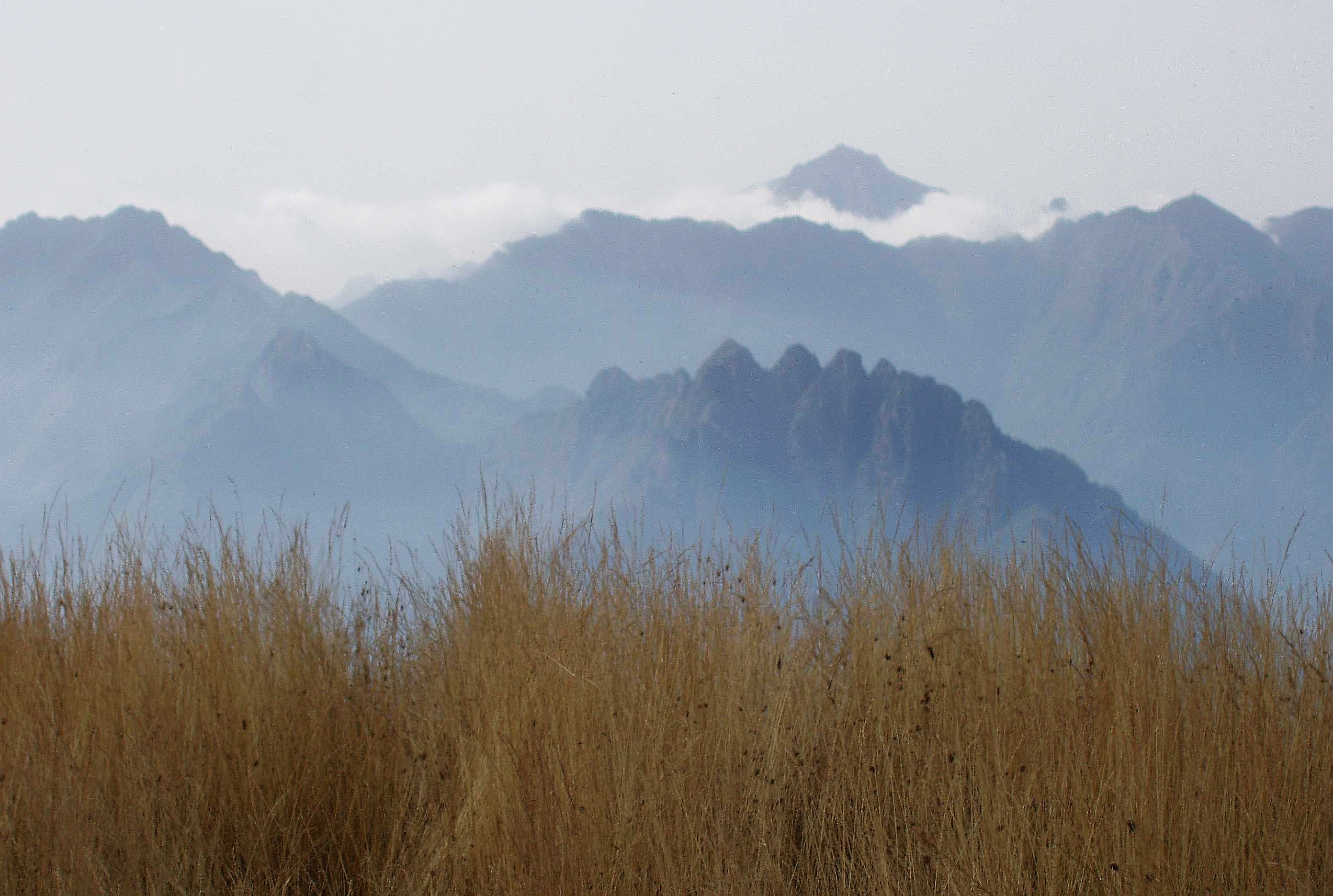
L'aspro versante valsesiano della catena (in primo piano i Denti di Gavala, sullo sfondo il Monte Barone) visto dal Pizzo Tracciora

- Testone delle Tre Alpi - 2.081 m
- Bo di Valsesia - 2.071 m
- Monte Barone - 2.044 m
- Cima dell'Asnas - 2.039 m
- Cima delle Guardie - 2.007 m
- Cima d'Ometto - 1.911 m
- Cima del Bonom - 1.877 m
- Monticchio - 1.697 m
- Bec d'Ovaga - 1.631 m
- Monte Cerchio - 1.622 m
- Rocca d'Argimonia - 1.610 m
- Monte Rubello - 1.414 m
- Monte Tovo - 1.386 m
- Monte Cavajone - 1.293 m
- Monte Casto - 1.138 m
- Monte Rovella - 889 m
- Monte Turlo - 835 m
- Cima Sant'Eurosia - 825 m
- Brich di Zumaglia - 669 m

## Rifugi alpini
Per favorire l'escursionismo e la salita alle vette il gruppo è dotato dei seguenti rifugi alpini:
- Rifugio Spanna-Osella - 1.623 m
- Rifugio Monte Barone - 1.610 m[2]
- Bivacco Antoniotti - 2.556 m[3]
- Rifugio Gilodi Ca'Meia - 1.100 m[4]

## Sport invernali

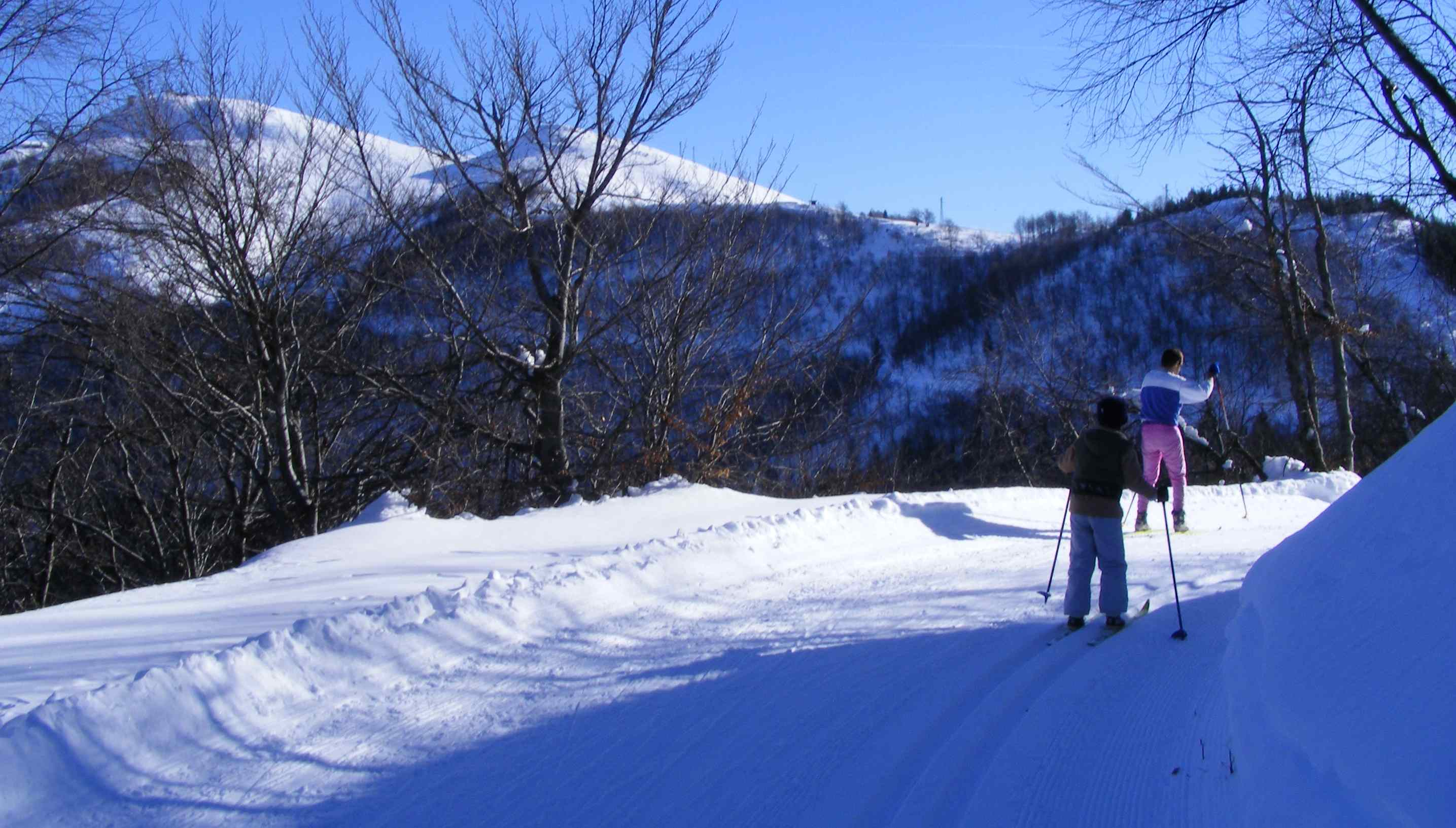
Bocchetto di Sessera: pista da fondo

Nella parte centrale del gruppo alpino si trova la stazione sciistica biellese di Bielmonte e, per quanto riguarda lo sci di fondo, quella del Bocchetto di Sessera. Sul versante valsesiano, pochi km più a nord, sono invece situati gli impianti dell'Alpe di Mera.

## Protezione della natura
L'alta Valsessera è inclusa, assieme alla testata della Valle Cervo, nel Sito di Interesse Comunitario (SIC) della rete europea Natura 2000 “Val Sessera” (codice IT1130002), ed è inoltre tutelata dall'Oasi Zegna.
Il Brich di Zumaglia ricade invece nell'area attrezzata Brich di Zumaglia e Mont Prève, istituita dalla Regione Piemonte nel 1995.

### Cartografia
- Cartografia ufficiale italiana dell'Istituto Geografico Militare (IGM) in scala 1:25.000 e 1:100.000, consultabile on line
- Istituto Geografico Centrale - Carta dei sentieri e dei rifugi scala 1:50.000 n. 9 Ivrea Biella Bassa Valle d'Aosta
- Carta dei sentieri della Provincia di Biella 1:25.00, Provincia di Biella, 2004